# Johann Jacob Mascov
Johann Jacob Mascov (eller Mascou), född 26 november 1689 i Danzig, död 21 maj 1761 i Leipzig, var en tysk statsrättslärare och historiker.
Mascov blev 1719 professor i juridik i Leipzig samt innehade där flera förtroendeposter av juridisk och politisk natur. Hans statsrättsliga arbete Principia juris publici romano-germanici (1729) låg länge till grund för föreläsningarna vid de tyska universiteten. 
I sina arbeten över Tysklands historia, Geschichte der Teutschen bis auf den Abgang der meroringischen Könige (1726–1737) samt Commentarii de rebus imperii romano-germanici (1741–1753), gjorde Mascov, i olikhet mot vad som förut varit vanligt, mer nationen själv än regenterna till medelpunkt för framställningen och kan därför anses som en av den moderna historieskrivningens banbrytare.